# Begovo Selo
Begovo Selo je naseljeno mjesto u općini Kupres, Federacija Bosne i Hercegovine, BiH.

## Stanovništvo

### 1991.
Nacionalni sastav stanovništva 1991. godine, bio je sljedeći:
ukupno: 271
- Hrvati - 143 (52,77%)
- Srbi - 126 (46,49%)
- Jugoslaveni - 1 (0,37%)
- ostali, neopredijeljeni i nepoznato - 1 (0,37%)

### 2013.
Nacionalni sastav stanovništva 2013. godine, bio je sljedeći:
ukupno: 163
- Hrvati - 161 (98,77%)
- Srbi - 2 (1,23%)